# ラッセル・ノーマン
ラッセル・ウィリアム・ノーマン（Russel William Norman、1967年6月2日 - ）は、ニュージーランドの政治家、環境保護活動家。彼は、ニュージーランド議会の議員であり、女性であるメティリア・テュレイ (Metiria Turei) とともに、緑の党の共同代表となっている。

## 生い立ち
ノーマンは、オーストラリアのブリスベンに生まれ、医学校からドロップアウトした後、数々の未熟練職を転々とした。1997年にニュージーランドへ移ったが、これはニュージーランドで成立した、いわゆる赤緑連合 (the red-green Alliance coalition) を目指していた政党アライアンス (Alliance) を見るためであったという。ノーマンは、アライアンスを題材に政治学のPhD論文を書き、この政党のニューズレターの編集活動に積極的に参加した。オーストラリアに住んでいたころ、ノーマンは、革命的マルクス・レーニン主義党派である民主社会党 (Democratic Socialist Party) に数年間関わっていた。

## 緑の党共同代表
ニュージーランドでノーマンは有機農業に関わるようになり、緑の党のオークランド支部で活動するようになった。その後、緑の党の国会議員であったスー・ケッジリー (Sue Kedgley)、ナンドー・タンチョス (Nándor Tánczos)、キース・ロック (Keith Locke) の助手を務めるようになった。2002年から2004年には、党の調査員となり、2005年の総選挙 (2005 general  election) の前には全国運動責任者となり、その後は、全国党勢拡張コーディネーター (the national Party Development Co-ordinator) となった。
ロッド・ドナルドの死を受け、ノーマンは、緑の党の男性共同代表に立候補した。2006年6月3日の年次党大会において、ノーマンは、全国の選挙区代表による単記移譲式投票によって、タンチョスやデヴィッド・クレントン (David Clendon)、元議員のマイク・ウォード (Mike Ward) らを抑えて当選を果たした。

## 国会議員
ノーマンは、2002年の総選挙 (2002 general  election) にリムタカ選挙区  (the Rimutaka electorate) から出馬したが、4位に終わった。この選挙では緑の党の比例代表候補のリストの7位に搭載されていた。2005年の総選挙では、選挙区からの出馬はしなかったが、緑の党の比例代表候補リストの10位に搭載された。2008年6月27日、タンチョスの議員辞職を受け、また、名簿順位がノーマンより上位だったウォードとキャサリン・デラハンティ (Catherine Delahunty) の当選辞退により、ノーマンの繰り上げ当選が宣言された。2008年の総選挙 (2002 general  election) では、ニュージーランド労働党の上級閣僚アネット・キング (Annette King) と同じロンゴタイ選挙区 (Rongotai electorate) から出馬した。選挙区での結果は3位に終わったが、緑の党の名簿では2位に搭載されており、再び国会議員となった。
ノーマンは、ヘレン・クラークの首相辞任を受けて行なわれた2009年のマウント・アルバート選挙区の補欠選挙 (Mount Albert by-election) にも出馬した。結果は12.09%の票を得て3位となった。
2010年6月、ノーマンは、ニュージーランドを訪問していた当時の中華人民共和国副主席・習近平らの代表団に対してチベットの雪山獅子旗を掲げて抗議行動を行なった際に、中国側の警備要員に暴行されたと主張した。ノーマンは、ニュージーランド警察 (New Zealand Police) とニュージーランド議会議長に対して、この襲撃についての苦情を申し立てたが、警察は彼の主張を裏付けるだけの証拠を集める事はできなかった。
2011年の総選挙 (2002 general  election) でもロンゴタイ選挙区から出馬し再び3位に終わったが、得票率は20.18%となった。また、2位に搭載されていた比例代表名簿により、3選を果たした。

## 私生活
現在、ノーマンは、パートナーで、アンナ・パキン の姉であるカティヤ・パーキン (Katya Paquin) と、彼女の間に生まれた息子タグ (Tadhg) とともに、ハタイタイ (Hataitai) に住んでいる。2012年、ノーマンはデビッド・シアラーとともに、癌撲滅運動のキャンペーンの一環で頭を剃ったが、その際、15歳のときに悪性黒色腫（メラノーマ）を額から除去する手術を受けたときの10cmほどの傷が残っている事が明らかにされた。